# ハフナルフィヨルズゥル
ハフナルフィヨルズゥル（アイスランド語:Hafnarfjörður）は、アイスランド南西岸大レイキャヴィークにある都市で、首都レイキャヴィークの10km南に位置する。人口は約3万人だが、アイスランドではレイキャヴィーク、コーパヴォグルに次いで3番目に人口が多い。

## 歴史
ハフナフィヨルズゥルの地名はフィヨルドの港を意味し、天然の良港からこの地名が付いている。町は中世の土地記録書や14世紀終わり頃のハフナフィヨルズゥルへの旅行記に示されている。イギリス人が15世紀にハフナフィヨルズゥルで商業を始めたが、ドイツ人商人が直ぐ後を追って進出し、結果的にイギリス人は追われた。後に1602年までハンザ商人の活動の場であった。この頃、デンマークはアイスランドに交易の独占区域を確立し、18世紀後半まで継続した。この期間、ハフナフィヨルズゥルはもっとも栄えた交易の中心地であった。1793年、ビャルニ・シベルトセン(Bjarni Sívertsen)がここに定住し、大規模な商業的漁業を始め国際取引や地場産業に影響を与えた。彼の事業や指導力は町での印象的な商売の開始を示唆した。それ以来、ビャルニは「ハフナルフィヨルズゥルの父」や「サービャルニ」などの愛称が付けられている。1870年代、アイスランドの漁業は劇的に変わった。アイスランドの成長傾向の中、使用する船も小型の物から大型の物へ変わっていった。急速な成長は雇用者を増やし、1908年ハフナフィヨルズゥルは自治体の地位を得ている。
第二次世界大戦後、より進んだトロール船や多くの動力船が船団に加わっている。1973年に最初の船尾トロール船が町に登場している。今日、ハフナフィヨルズゥルはアイスランド国内でも大きな漁業の中心の一つであり最大の卸売り市場でもある。力強い地元経済は漁業や貨物輸送と関わり著名な港となっている。アイスランドでは2番目に取引が多い貿易港である。

## 産業
漁業や貿易港の他、リオ・ティント・アルキャンによりアルミの精錬が行われている。1969年より精錬所が設置された。

## みどころ
ハイフナフィヨルズゥルはアイスランドのロックンロールの中心都市で多くのバンドがここを起点としている。また、毎年ヴァイキング祭りが開かれ愛好家によるヴァイキングを再現した服装を見ることが出来る。人口が少ないにもかかわらず地熱を利用した温水プールが市内に3箇所立地する。